# 劉實 (宣德進士)
劉實，字嘉秀，江西安福人。明朝政治人物。官至南雄府知府。

## 生平
宣德五年（1430年），中進士，選庶吉士。英宗正統初年，授金華府通判，遇荒旱，請求免租，又贖還饑民子女。之後因母親逝世而離任回鄉，守墓三年，其后被任為順天府治中。
景泰年間，侍臣推薦其文學才能。召修《宋元通鑒綱目》。
英宗天順四年（1460年），升南雄府知府，因中官誣陷，被下詔獄，他在獄中上書辯解，皇帝讀後稍解，方欲释放，劉實已病死獄中。

## 家族
其孫為劉丙。